# Nanocatálisis
La nanocatálisis incluye los aspectos básicos del trabajo con partículas del tamaño de 1 mil millonésima de metro (nivel de partícula atómica). Aproximadamente un tercio del material del producto químico bruto implica un proceso catalítico en algún lugar de la cadena de producción. La nanocatálisis es uno de los campos más interesantes que surgen de la nanociencia. El foco central de la nanocatálisis es su contribución a las reacciones químicas al influir en el tamaño, la dimensión, la composición química y la morfología, así como cambiar la cinética a través del nanomodelado. Este enfoque abre nuevas vías para el diseño átomo por átomo de nanocatalizadores con actividad química, especificidad y selectividad distinta y armoniosa.
El principio de la nanocatálisis se basa en la premisa de que los materiales catalíticos aplicados en la nanoescala tienen mejores propiedades, en comparación con lo que exhiben en una macroescala.